# 7 de outubro
7 de outubro é o 280.º dia do ano no calendário gregoriano (281.º em anos bissextos). Faltam 85 dias para acabar o ano.

## Eventos históricos

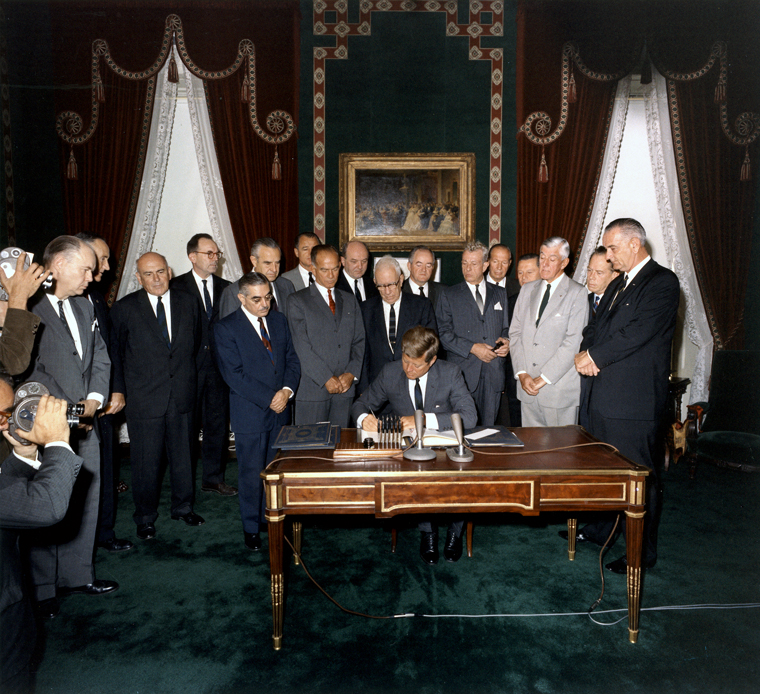
1963: Tratado de Interdição Parcial de Ensaios Nucleares

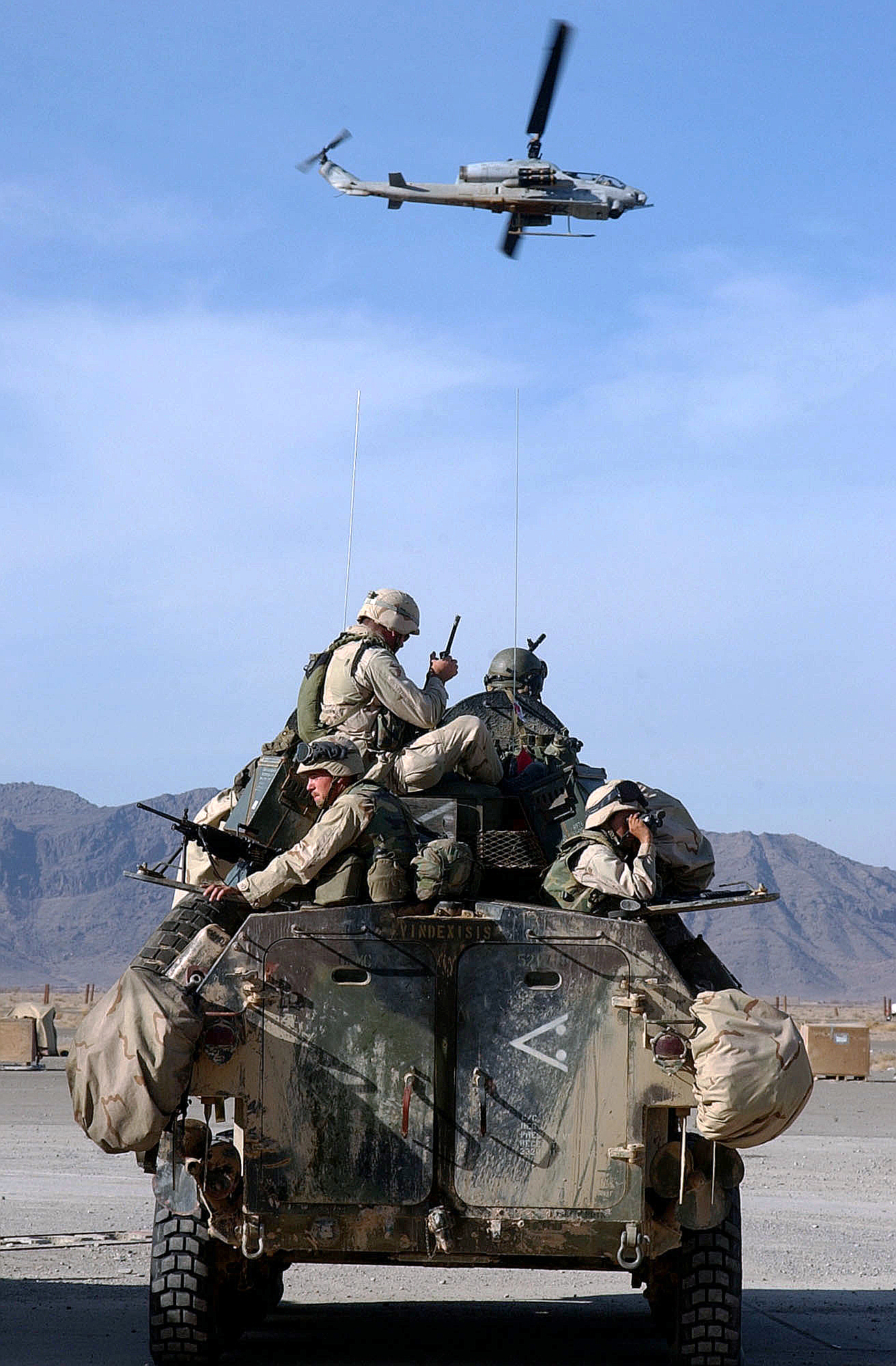
2001: Invasão do Afeganistão pelos Estados Unidos

- 3761 a.C. — Primeiro dia da Era Judaica.
- 1403 — Guerras veneziano-genovesas: a frota genovesa sob o comando de um almirante francês é derrotada por uma frota veneziana na Batalha de Modon.
- 1477 — A Universidade de Uppsala é inaugurada depois de receber seus direitos corporativos do Papa Sisto IV em fevereiro do mesmo ano.
- 1513 — Guerra da Liga de Cambrai: Espanha derrota Veneza.
- 1571 — A Batalha de Lepanto é travada e a Marinha Otomana sofre sua primeira derrota.
- 1777 — Guerra de Independência dos Estados Unidos: os colonos anglo-americanos derrotam as forças da metrópole britânica sob o comando do general John Burgoyne na Segunda Batalha de Saratoga, também conhecida como Batalha de Bemis Heights, obrigando a eventual rendição de Burgoyne.
- 1800 — O corsário francês Robert Surcouf, comandante do navio de 18 canhões La Confiance, captura o navio britânico de 38 canhões Kent.
- 1828 — Expedição da Moreia: A cidade de Patras, Grécia, é libertada pela força expedicionária francesa.
- 1840 — Guilherme II torna-se rei dos Países Baixos.
- 1864 — Guerra Civil Americana: o navio da Marinha dos EUA USS Wachusett captura um navio da Confederação CSS Florida no Porto de Salvador, no Império do Brasil.
- 1870 — Guerra Franco-Prussiana: Léon Gambetta escapa do cerco de Paris em um balão de ar quente.
- 1879 — Alemanha e Áustria-Hungria assinam o "Duplo Pacto" e criam a Dupla Aliança.
- 1913 — Ford Motor Company introduz a primeira linha de montagem de veículos em movimento.
- 1919 — Fundação da KLM, transportadora de bandeira dos Países Baixos. É a companhia aérea mais antiga ainda operando com o nome original.
- 1924 — Andreas Michalakopoulos torna-se primeiro-ministro da Grécia por um curto período de tempo.
- 1932 — É lançado o "Manifesto de Outubro", documento de fundação do Integralismo, corrente nacionalista brasileira idealizada por Plínio Salgado.
- 1933 — É inaugurada a Air France, depois de formada por uma fusão de cinco companhias aéreas francesas.
- 1934 — A Frente Única Antifascista se posiciona contra a "marcha dos cinco mil" organizada pela Ação Integralista Brasileira, resultando em um conflito armado que ficou conhecido como Revoada dos galinhas-verdes.
- 1940 — Segunda Guerra Mundial: O memorando McCollum propõe trazer os Estados Unidos para a guerra na Europa, provocando os japoneses a atacar os Estados Unidos.
- 1944 — Segunda Guerra Mundial: durante uma revolta no campo de concentração de Birkenau, prisioneiros judeus queimam o crematório IV.
- 1949 — É formada a República Democrática Alemã comunista (Alemanha Oriental).
- 1950 — Madre Teresa de Calcutá funda as Missionárias da Caridade.
- 1958
  - O golpe de Estado no Paquistão inaugura um período prolongado de regime militar.
  - O projeto de voo espacial tripulado dos Estados Unidos é renomeado para Projeto Mercury.
- 1959 — A sonda soviética Luna 3 transmite as primeiras fotografias do lado oculto da Lua.
- 1960 — Nigéria é admitida como Estado-Membro da ONU
- 1963
  - O presidente dos Estados Unidos, John F. Kennedy, assina a ratificação do Tratado de Interdição Parcial de Ensaios Nucleares.
  - Policiais militares mineiros em Ipatinga metralham operários da siderúrgica Usiminas durante uma manifestação, no que ficou conhecido como o Massacre de Ipatinga.
- 1971
  - Omã é admitido como Estado-Membro da ONU.
  - Henrique Mecking, conhecido por Mequinho, tornou-se o primeiro brasileiro a vencer o Torneio Internacional de Xadrez com apenas 19 anos.
- 1977 — A Quarta Constituição Soviética é adotada.
- 1978 — O voo 1080 da Aeroflot cai após a decolagem do Aeroporto Internacional de Koltsovo, matando 38 pessoas.[1]
- 1979 — O voo 316 da Swissair cai no Aeroporto Internacional de Ellinikon em Atenas, Grécia, matando 14 pessoas.[2]
- 1985 — Quatro homens da Frente pela Libertação da Palestina sequestram o MS Achille Lauro na costa do Egito.
- 1987
  - Nacionalistas siquis declaram a independência do Calistão da Índia; não é reconhecido internacionalmente.
  - Fiji torna-se uma república.[3]
- 1991 — Guerra de Independência da Croácia: bombardeio do Banski Dvori em Zagreb, Croácia.
- 1998 — Matthew Shepard, um estudante homossexual da Universidade de Wyoming, é encontrado amarrado a uma cerca depois de ter sido brutalmente espancado por dois jovens adultos em Laramie, Wyoming, Estados Unidos. Morre cinco dias depois.
- 2001 — A invasão do Afeganistão pelos Estados Unidos começa com um ataque aéreo e operações secretas em terra.
- 2002 — O ônibus espacial/vaivém espacial Atlantis é lançado no STS-112 para continuar a montagem da Estação Espacial Internacional.
- 2008
  - Asteroide 2008 TC3 explode a 37 km de altitude sobre o Sudão, a primeira vez que um impacto de asteroide é detectado antes de sua entrada na atmosfera da Terra.
  - O voo 72 da Qantas sofre um transtorno durante o voo perto de Learmonth, Victoria, Austrália, ferindo 112.[4]
- 2016 — Após a passagem do furacão Matthew, o número de mortos sobe para 800.
- 2019 — Cientistas descobrem vinte novas luas de Saturno, tornando-o o planeta com mais luas do Sistema Solar.[5]
- 2023
  - O Hamas e outros grupos militantes palestinos lançam ofensiva terrestre, aérea e marítima contra Israel a partir da Faixa de Gaza.
  - Uma série de terremotos ocorreram na província de Herate, no Afeganistão, matando mais de 1 000 pessoas e ferindo quase 2 000, com tremores sentidos no Irã e no Turquemenistão. Os terremotos são os mais mortíferos no país desde 1998.

## Nascimentos

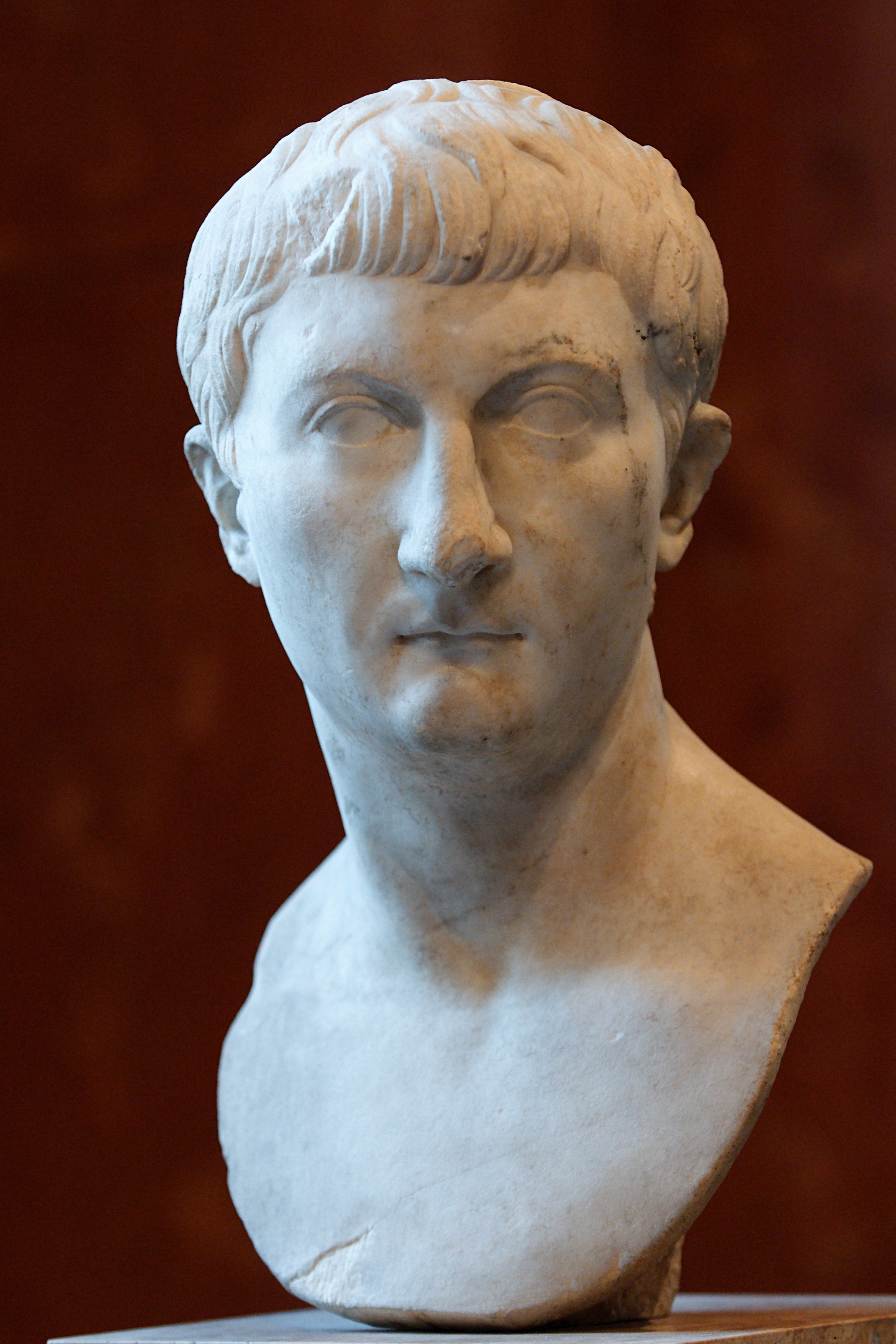
Druso Júlio César

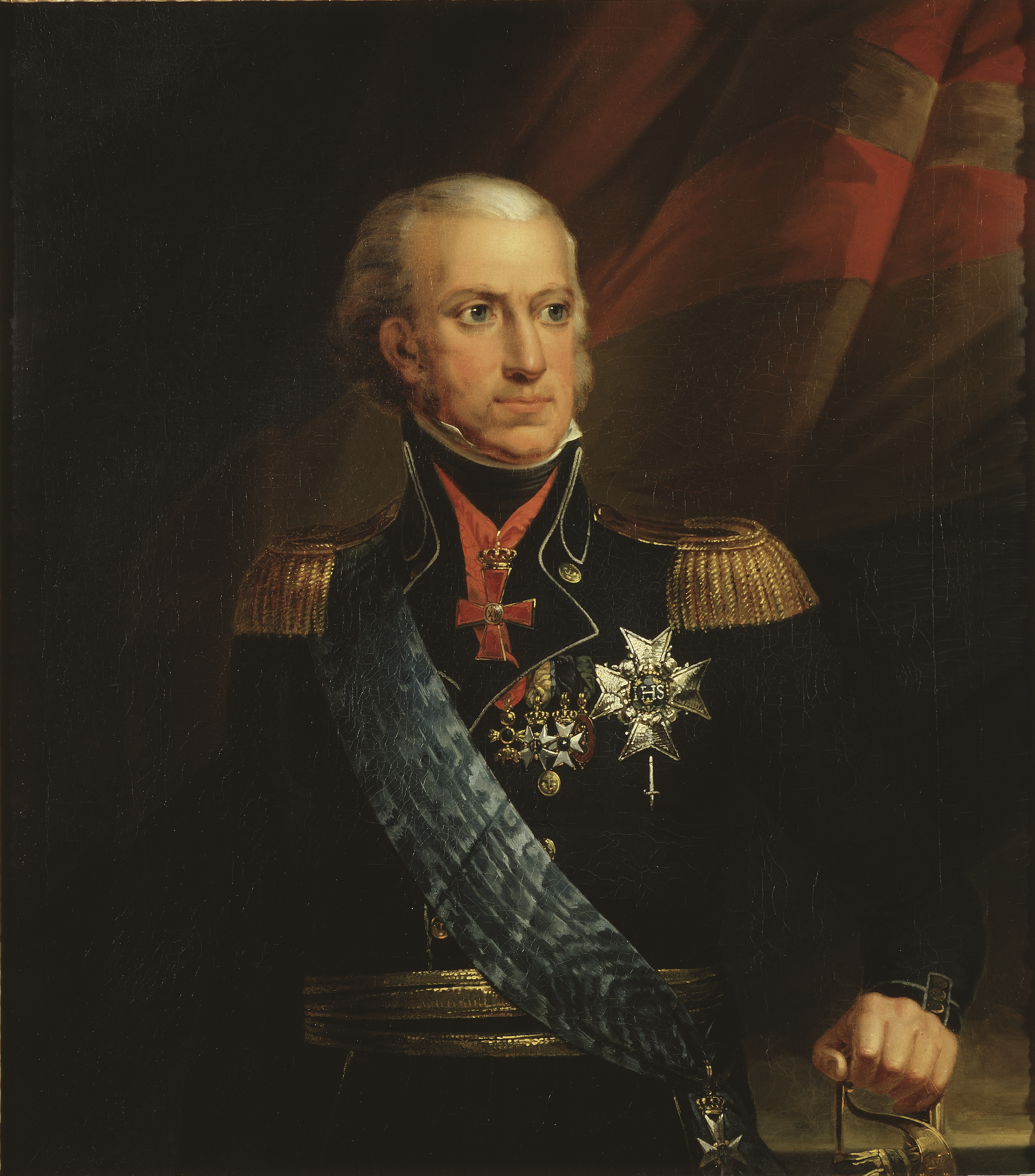
Carlos XIII da Suécia

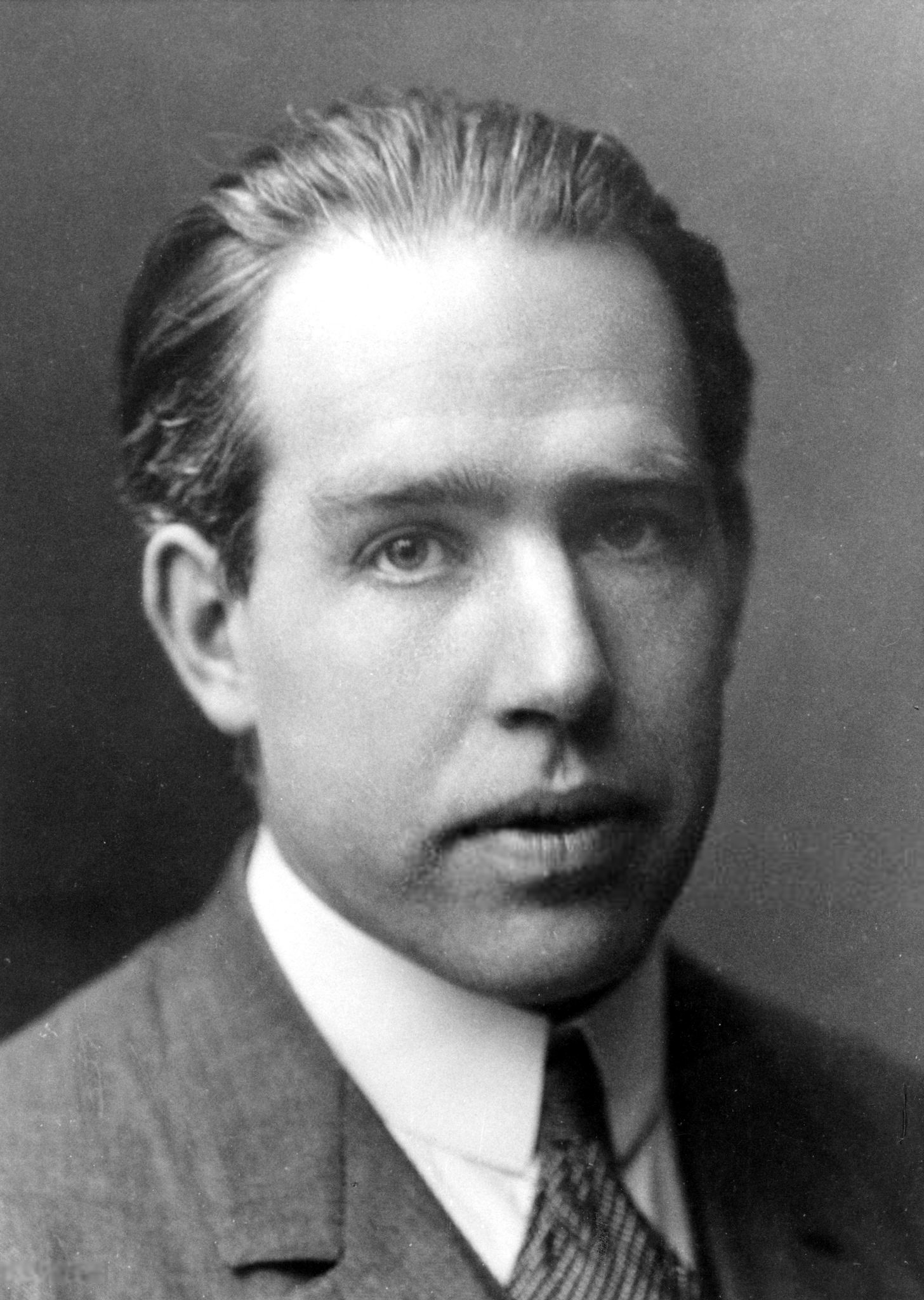
Niels Bohr

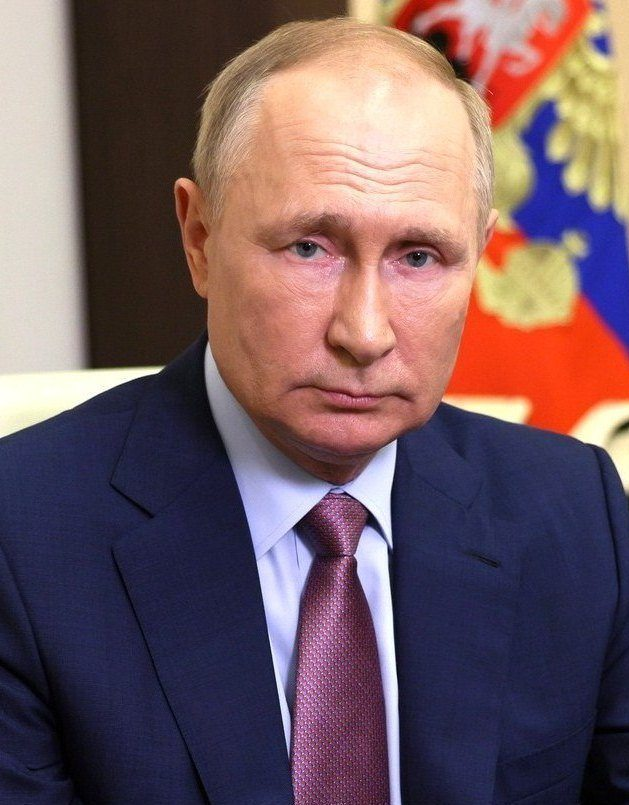
Vladimir Putin

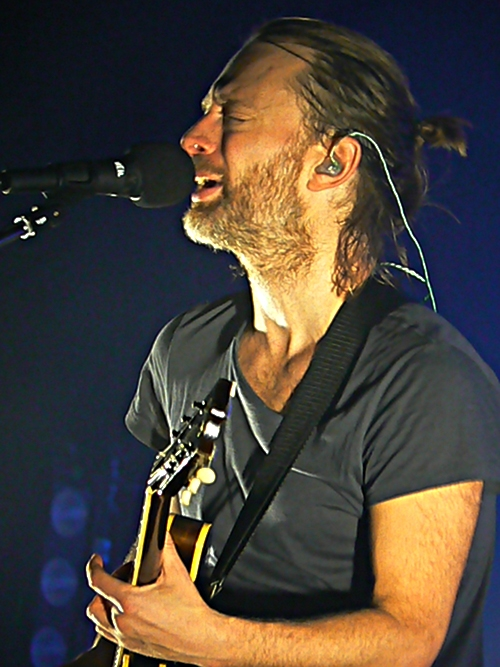
Thom Yorke

### Anteriores ao século XIX
- 013 a.C. — Druso Júlio César, cônsul romano (m. 23).
- 1471 — Frederico I da Dinamarca (m. 1533).
- 1589 — Maria Madalena de Áustria (m. 1631).
- 1703 — Frederico de Baden-Durlach (m. 1732).
- 1734 — Ralph John Abercromby, militar britânico (m. 1801).
- 1736 — Maria Ana Francisca de Bragança (m. 1813).
- 1737 — Carlota de Rohan (m. 1760).
- 1748 — Carlos XIII da Suécia (m. 1818).
- 1778 — Charles Paget, político britânico (m. 1839).
- 1786 — Louis-Joseph Papineau, jurista e político canadense (m. 1871).
- 1797 — Peter Georg Bang, político dinamarquês (m. 1861).

### Século XIX
- 1809 — Johann Heinrich Blasius, ornitólogo alemão (m. 1870).
- 1810 — Henry Alford, teólogo, crítico textual, hinógrafo e escritor britânico (m. 1871).
- 1821 — Richard Heron Anderson, oficial estadunidense (m. 1879).
- 1832 — William Thomas Blanford, geólogo e naturalista britânico (m. 1905).
- 1841 — Nicolau I de Montenegro (m. 1921).
- 1847 — Hobart Johnstone Whitley, empresário canadense (m. 1931).
- 1854 — Christiaan de Wet, militar e político sul-africano (m. 1922).
- 1856 — John White Alexander, pintor e ilustrador estadunidense (m. 1915).
- 1868 — Fred Hovey, tenista estadunidense (m. 1945).
- 1869 — Sérgio Mikhailovich da Rússia (m. 1918).
- 1870 — Frederico de Hesse e Reno (m. 1873).
- 1880 — Paul Hausser, militar alemão (m. 1972).
- 1885 — Niels Bohr, físico dinamarquês (m. 1962).
- 1887 — Jack Mulhall, ator estadunidense (m. 1979).
- 1888 — Henry A. Wallace, político estadunidense (m. 1965).
- 1889
  - Robert Z. Leonard, diretor, produtor de cinema e ator estadunidense (m. 1968).
  - Max Rée, diretor de arte estadunidense (m. 1953).
  - Hans Tropsch, químico alemão (m. 1935).
- 1890 — Isabel Antônia de Croÿ, princesa alemã (m. 1982).
- 1894 — Herman Dooyeweerd, filósofo neerlandês (m. 1977).

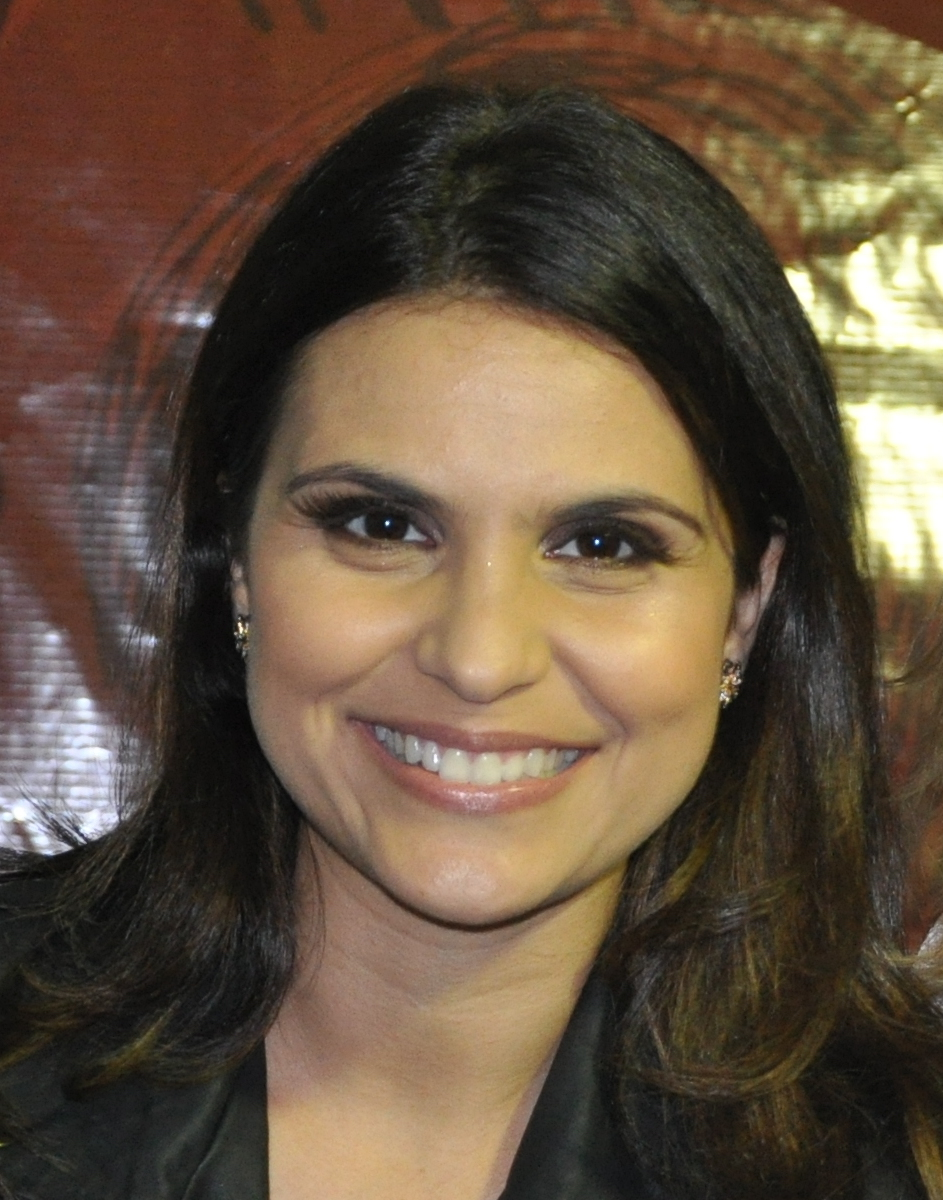
Aline Barros

- Aline Barros1896 — Paulino Alcántara, futebolista filipino (m. 1964).
- 1898 — Phoebe Holcroft Watson, tenista britânica (m. 1980).
- 1899
  - Øystein Ore, matemático norueguês (m. 1968).
  - Antonieta de Luxemburgo (m. 1954).
- 1900
  - Heinrich Himmler, oficial alemão (m. 1945).
  - Roger François, futebolista francês (m. 1949).

### Século XX

#### 1901–1950

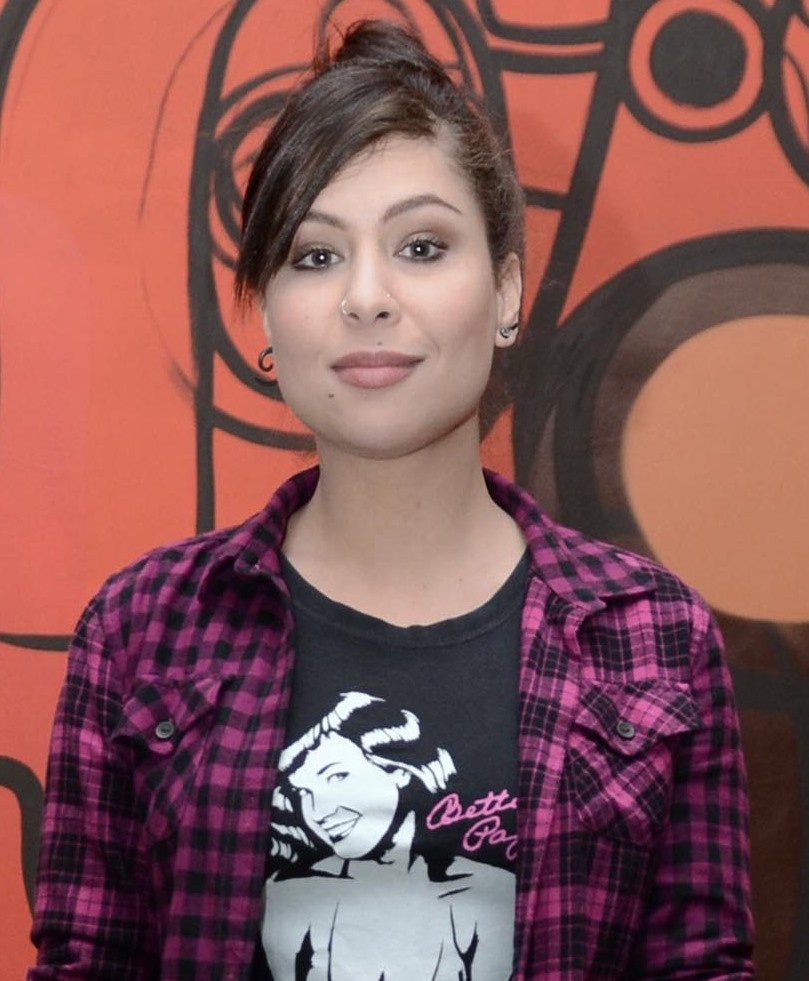
Pitty

- 1901 — Leslie Perrins, ator britânico (m. 1962).
- 1904
  - Armando Castellazzi, futebolista e treinador de futebol italiano (m. 1968).
  - Henrique de Barros, político português (m. 2000).
- 1905 — Andy Devine, ator norte-americano (m. 1977).
- 1909 — Amada García, líder antifascista espanhola (m. 1938).
- 1910
  - Adri van Male, futebolista neerlandês (m. 1990).
  - Ngo Dinh Nhu, político vietnamita (m. 1963).
- 1912
  - Fernando Belaúnde Terry, político peruano (m. 2002).
  - Peter Walker, automobilista britânico (m. 1984).
- 1914 — Alfred Drake, ator estadunidense (m. 1992).
- 1917 — June Allyson, atriz estadunidense (m. 2006).Shawn Ashmore

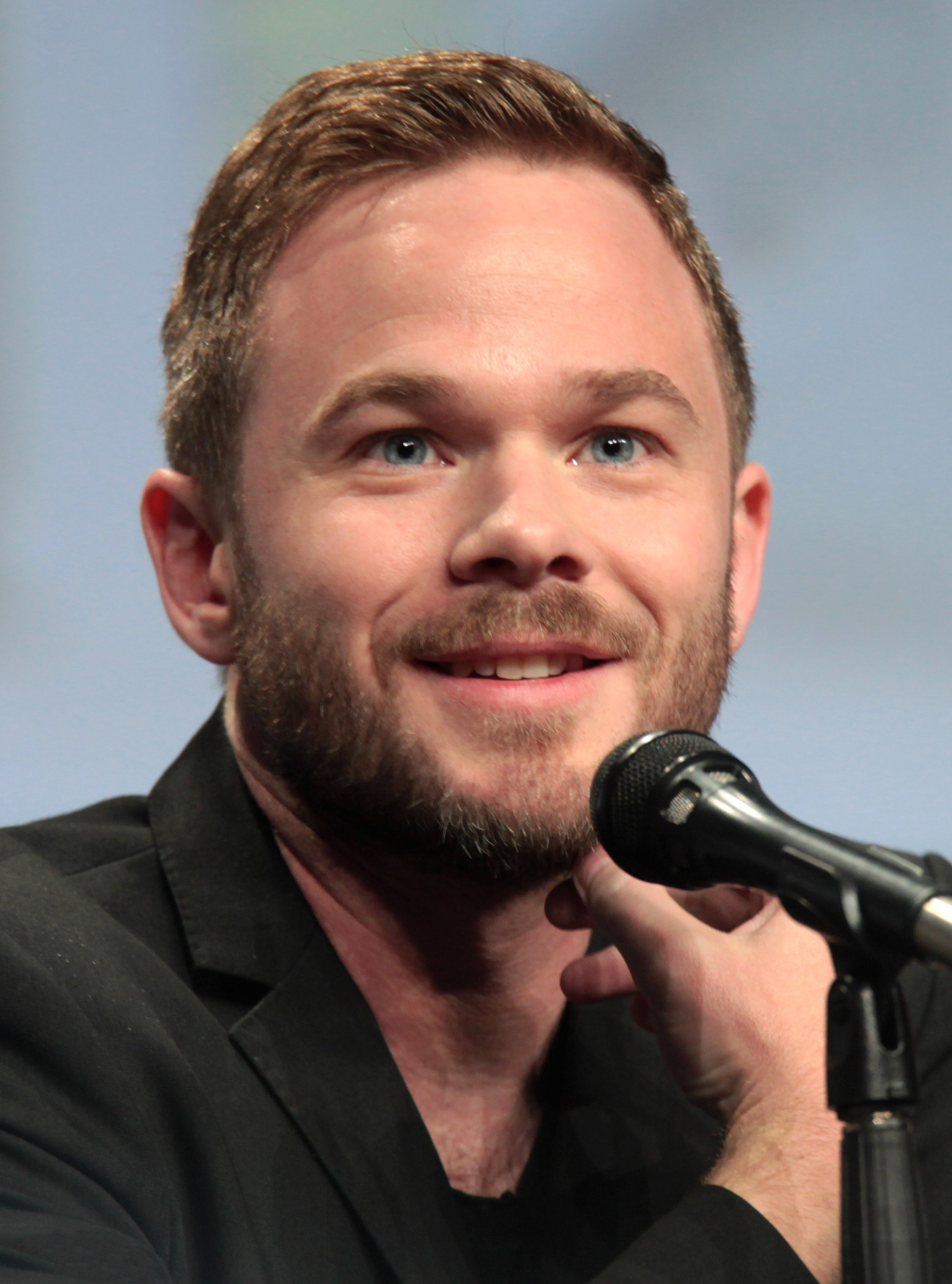
Shawn Ashmore

- 1919 — Georges Duby, historiador francês (m. 1996).
- 1920
  - Kalju Lepik, poeta estoniano (m. 1999).
  - Sebastião Mota de Melo, líder religioso brasileiro (m. 1990).
- 1921 — Raymond Goethals, futebolista e treinador de futebol belga (m. 2004).
- 1923
  - Jean-Paul Riopelle, pintor e escultor canadense (m. 2002)
  - Irma Grese, oficial alemão (m. 1945).
- 1927 — Al Martino, cantor estadunidense (m. 2009).
- 1928
  - José Messias, radialista, jurado e compositor brasileiro (m. 2015).
  - Ali Kafi, político argelino (m. 2013).
- 1930 — Bernard Collomb, automobilista francês (m. 2011).
- 1931 — Desmond Tutu, bispo sul-africano (m. 2021).
- 1933 — Jonathan Penrose, enxadrista britânico (m. 2021).
- 1934
  - Ulrike Meinhof, jornalista e guerrilheira alemã (m. 1976).
  - Amiri Baraka, poeta e dramaturgo estadunidense (m. 2014).
- 1935 — Alano Maria Pena, bispo brasileiro.
- 1936 — Charles Dutoit, maestro suíço.
- 1937 — Rafik Khachatryan, escultor armênio (m. 1993).
- 1938 — Ann Jones, ex-tenista britânica.
- 1939
  - Jacques Oudin, político francês (m. 2020).
  - Laurent Monsengwo Pasinya, cardeal congolês (m. 2021).
  - Harold Kroto, químico britânico (m. 2016).
- 1941 — Boris Gaganelov, futebolista búlgaro (m. 2020).
- 1943 — Oliver North, militar, apresentador, escritor e historiador norte-americano.
- 1944
  - Carlos Brickmann, jornalista e escritor brasileiro (m. 2022).
  - Cláudio Tozzi, pintor e desenhista brasileiro.
  - Donald Tsang, político chinês.
  - Judee Sill, cantora e compositora estadunidense (m. 1979).
- 1946
  - Noel Nicola, compositor cubano (m. 2005).
  - Nader al-Dahabi, político e militar jordaniano.
- 1949
  - José Raul Teixeira, médium brasileiro.
  - Gabriel Yared, maestro, arranjador musical e compositor libanês.
- 1950
  - Bo Rather, ex-jogador profissional de futebol americano estadunidense.
  - Jakaya Kikwete, político e economista tanzaniano.

#### 1951–2000
- 1951 — John Mellencamp, cantor, compositor, guitarrista e ator estadunidense.
- 1952
  - Vladimir Putin, político russo.
  - Ralf Edström, ex-futebolista sueco.
- 1953 — Tico Torres, baterista estadunidense.
- 1954
  - Joaquim Barbosa, jurista brasileiro.
  - Arturo García Tenorio, ator e diretor mexicano.
  - Carlos Pedro Zilli, bispo brasileiro (m. 2021).
- 1955 — Yo-Yo Ma, violoncelista franco-americano.
- 1956
  - Alain Perrin, treinador de futebol francês.
  - Humberto Martins, magistrado brasileiro.
  - José Daniel Falla Robles, bispo colombiano (m. 2021).
- 1957
  - Jayne Torvill, ex-patinadora artística britânica.
  - Faruk Hadžibegić, ex-futebolista e treinador de futebol bósnio.
  - Michael W. Smith, cantor, compositor e ator estadunidense.
- 1958
  - Julio Alberto Moreno, ex-futebolista espanhol.
  - Grant Turner, futebolista neozelandês (m. 2023).
- 1959
  - Dylan Baker, ator estadunidense.
  - Simon Cowell, executivo britânico.
  - Lourdes Flores, advogada e política peruana.
  - Steven Erikson, escritor, antropólogo e arqueólogo canadense.
- 1960 — Viktor Lazlo, cantora francesa.
- 1961 — Tom Perez, advogado e político norte-americano.
- 1963 — Ha-Joon Chang, economista sul-coreano.
- 1964
  - Marcelo Veiga, futebolista e treinador de futebol brasileiro (m. 2020).
  - Andreas Ogris, ex-futebolista e treinador de futebol austríaco.
- 1965 — Marco Apicella, automobilista italiano.
- 1966
  - Vincenzo Sospiri, ex-automobilista italiano.
  - Marco Beltrami, compositor ítalo-americano.
  - Marcelo Chamusca, ex-futebolista e treinador de futebol brasileiro.
- 1967
  - Toni Braxton, atriz e cantora estadunidense.
  - Adam Taubitz, compositor e músico alemão.
  - Álvaro RosaCosta, músico, ator e diretor teatral brasileiro.
- 1968
  - Thom Yorke, cantor britânico.
  - Jiang Jin, ex-futebolista chinês.
- 1969 — Karen Nyberg, ex-astronauta norte-americana.
- 1970
  - Carlos Vieira, ator português.
  - Nicole Ari Parker, atriz estadunidense.
- 1971
  - Ismael Urzaiz, ex-futebolista espanhol.
  - Bettina Wiegmann, ex-futebolista e treinadora de futebol alemã.
- 1972 — Alfredo Amarilla, ex-futebolista paraguaio.
- 1973
  - Dida, ex-futebolista brasileiro.
  - Sami Hyypiä, ex-futebolista e treinador de futebol finlandês.
  - Chizzy Akudolu, atriz britânica.
  - Grigol Mgaloblishvili, político georgiano.
- 1974
  - Ruslan Nigmatullin, ex-futebolista e DJ russo.
  - Sanderlei Parrela, ex-velocista brasileiro.
  - Charlotte Nilsson, cantora sueca.
- 1975
  - Ryuzo Morioka, ex-futebolista japonês.
  - Rhino, lutador profissional norte-americano.
  - Damian Kulash, músico estadunidense.
- 1976
  - Charles Woodson, ex-jogador de futebol americano estadunidense.
  - Aline Barros, cantora brasileira.
  - Gilberto Silva, ex-futebolista brasileiro.
  - Santiago Solari, ex-futebolista e treinador de futebol argentino.
  - Taylor Hicks, cantor norte-americano.
  - André Turatto, ex-futebolista brasileiro.
- 1977
  - Pitty, cantora e compositora brasileira.
  - Meighan Desmond, atriz neozelandesa.
  - Sébastien de Chaunac, ex-tenista francês.
- 1978
  - Alesha Dixon, cantora e dançarina britânica.
  - Simon Schoch, snowboarder suíço.
- 1979
  - Simona Amânar, ex-ginasta romena.
  - Aaron Ashmore, ator canadense.
  - Shawn Ashmore, ator canadense.
  - Yukta Mookhey, atriz e modelo indiana.
  - Tang Wei, atriz chinesa.
- 1981
  - Geoffrey Mutai, maratonista queniano.
  - Jelena Jensen, atriz estadunidense de filmes eróticos.
  - Niti Chaichitathorn, apresentador de televisão, produtor e ator tailandês.
- 1982
  - Jermain Defoe, ex-futebolista britânico.
  - Madjid Bougherra, ex-futebolista e treinador de futebol argelino.
  - Robby Ginepri, ex-tenista estadunidense.
- 1983
  - Maxim Trankov, patinador artístico russo.
  - Merouane Zemmama, futebolista marroquino.
  - Tarantini, futebolista português.
- 1984
  - Néstor Ortigoza, ex-futebolista argentino.
- 1985 — Jana Khokhlova, ex-patinadora artística russa.
- 1986
  - Celeste Bonin, wrestler e modelo estadunidense.
  - Nelson Sale Kilifa, futebolista salomônico.
  - Holland Roden, atriz norte-americana.
  - Amber West, atriz e modelo norte-americana.
  - Ariadna Sintes, atriz espanhola.
  - Holland Roden, atriz estadunidense.
- 1987
  - André Luiz Miranda, ator brasileiro.
  - Jeremy Brockie, ex-futebolista neozelandês.
  - Gorka Izagirre, ciclista espanhol.
  - Matthieu Péché, canoísta francês.
- 1988
  - Diego Costa, futebolista hispano-brasileiro.
  - Issouf Ouattara, futebolista burquinês.
  - Sam Querrey, ex-tenista estadunidense.
  - Sandro Sirigu, ex-futebolista alemão.
- 1990
  - Sebastián Coates, futebolista uruguaio.
  - Ayla Kell, atriz e dançarina estadunidense.
  - Seinabo Sey, cantora e compositora sueca.
- 1991
  - Lay Zhang, cantor, compositor e ator chinês.
  - Zoi Lima, ginasta portuguesa.
  - Eyal Golasa, futebolista israelense.
  - Nicole Jung, cantora, rapper e atriz norte-americana.
  - Stefan Marinovic, futebolista neozelandês.
  - Mojtaba Mirzajanpour, jogador de vôlei iraniano.
- 1992 — Luciano Ruiz, ator argentino.
- 1993
  - Yordan Santa Cruz, ex-futebolista cubano.
  - Rade Krunić, futebolista bósnio.
  - Abraham Conyedo, lutador ítalo-cubano.
- 1994
  - Wanderson Maciel, futebolista brasileiro.
  - Fabio Basile, judoca italiano.
- 1995
  - Slade Pearce, ator estadunidense.
  - Vladislav Larin, taekwondista russo.
- 1996
  - Lewis Capaldi, cantor e compositor britânico.
  - Guglielmo Vicario, futebolista italiano.
- 1997
  - Kira Kosarin, atriz, cantora e bailarina estadunidense.
  - Julia Bianchi, futebolista brasileira.
  - Nicole Maines, atriz, escritora e ativista dos direitos dos transgêneros americana.
- 1998 — Trent Alexander-Arnold, futebolista britânico.
- 1999 — Ferdi Kadıoğlu, futebolista turco-neerlandês.

### Século XXI
- 2001 — Senate Seeiso, Princesa do Lesoto.
- 2003 — Li Shijia, ginasta chinesa.
- 2005 — Lulu Wilson, atriz norte-americana.

## Mortes

### Anteriores ao século XIX
- 0336 — Papa Marcos (n. 290).
- 0929 — Carlos III de França (n. 879).
- 1072 — Sancho II de Castela (n. 1040).
- 1242 — Juntoku, imperador japonês (n. 1197).
- 1472 — Michelozzo Michelozzi, arquiteto e escultor italiano (n. 1396).
- 1759 — Joseph Ames, bibliógrafo e antiquário britânico (n. 1689).
- 1761 — Elizabeth Trevor (n. c. 1715).
- 1796 — Thomas Reid, filósofo alemão (n. 1710).

### Século XIX
- 1849 — Edgar Allan Poe, escritor estadunidense (n. 1809).

### Século XX
- 1932 — Adela Coit, ativista e sufragista alemã (n. 1863).
- 1943
  - Radclyffe Hall, poeta britânico (n. 1880).
  - Archibald Warden, tenista britânico (n. 1869).
- 1950 — Willis Carrier, inventor estadunidense (n. 1876).
- 1959 — Mario Lanza, tenor estadunidense (n. 1921).
- 1963 — Gustaf Gründgens, ator alemão (n. 1899).
- 1971 — Jimmy Gallagher, futebolista estadunidense (n. 1901).
- 1993
  - Cyril Cusack, ator irlandês (n. 1910).
  - Kenneth Nelson, ator norte-americano (n. 1930).
- 1994
  - Maurício do Valle, ator brasileiro (n. 1928).
  - Carlos Gracie, mestre de jiu-jítsu brasileiro (n. 1902).
- 1995 — Emanuele Del Vecchio, futebolista brasileiro (n. 1934).

### Século XXI
- 2004
  - Miki Matsubara, cantora e compositora japonesa (n. 1959).
  - Oscar Heisserer, futebolista e treinador de futebol francês (n. 1914).
- 2006 — Anna Politkovskaia, jornalista russa (n. 1958).
- 2007 — Norifumi Abe, motociclista japonês (n. 1975).
- 2009 — Irving Penn, fotógrafo estadunidense (n. 1917).
- 2011 — Ramiz Alia, político albanês (n. 1925).
- 2013 — Patrice Chéreau, ator, diretor, produtor e roteirista francês (n. 1944).
- 2015 — Dominique Dropsy, futebolista francês (n. 1951).
- 2022 — Toshi Ichiyanagi, compositor japonês (n. 1933).
- 2023 — Jayar Davidov, policial israelense (n. 1979).

## Feriados e eventos cíclicos

### Brasil
- Dia do Compositor
- Aniversário do Município de Varginha, Minas Gerais
- Aniversário do Município de Pirenópolis, Goiás
- Feriado Municípial em Paranaguá, Colombo e outros, dia de Nossa Senhora do Rosário

### Portugal
- Dia Nacional dos Castelos
- Feriado Municipal de Oliveira de Frades
- Feriado Municipal de Oliveira do Hospital

### Outros Países
- Dia do Trabalhador - Canberra, Nova Gales do Sul (Sydney) e Austrália Meridional

### Cristianismo
- Giuseppe Toniolo
- João, o Eremita e os 98 Ascetas de Creta
- Nossa Senhora do Rosário
- Papa Marcos
- Sérgio e Baco

## Outros calendários
- No calendário romano era o dia das nonas de outubro.
- No calendário litúrgico tem a letra dominical G para o dia da semana.
- No calendário gregoriano a epacta do dia é xvi.